# Dendronephthya golgotha
Dendronephthya golgotha is een zachte koraalsoort uit de familie Nephtheidae. De koraalsoort komt uit het geslacht Dendronephthya. Dendronephthya golgotha werd in 1952 voor het eerst wetenschappelijk beschreven door Utinomi. 